# Kelly Piquet
Kelly Tamsma Piquet Souto Maior (Homburg, Sarre, 7 de dezembro de 1988) é uma colunista, blogueira, relações-públicas, modelo e influenciadora digital alemã.

## Biografia e carreira
Kelly Piquet nasceu no dia 7 de dezembro de 1988 em Homburg na Alemanha. Aos 12 anos, mudou-se para o Brasil, onde viveu até os 15, quando foi para a França, e viveu mais um ano antes de seguir para a Inglaterra para estudar em uma escola interna. Aos 17 anos de idade, retornou ao Brasil para fazer o último ano do ensino médio. Após formada, foi cursar faculdade na Marymount Manhattan College em Nova York, onde permaneceu por seis anos. Graduou-se em Relações Internacionais com ênfase em ciências políticas e economia. Durante a faculdade estagiou em moda e decidiu seguir no ramo. Trabalhou na Vogue Latinoamerica, Bergdorf Goodman, KCD (agência de imprensa), entre outras, além de ser colunista da revista Marie Claire.
Ela fala com fluência nativa inglês, francês e português. Durante três meses, fez trabalho voluntário ensinando inglês na Tanzânia.
Desde 2014, Kelly é responsável por cuidar das mídias sociais da Fórmula E, competição disputada por carros elétricos, além de manter um blog no site oficial da categoria.

## Vida pessoal
Kelly Piquet é filha do piloto brasileiro tricampeão mundial de Fórmula 1 Nelson Piquet e da modelo neerlandesa Sylvia Tamsma. Ela é irmã dos pilotos Geraldo, Nelsinho e Pedro Piquet.
No ano de 2003, Kelly Piquet manteve breve relacionamento com o piloto brasileiro Alexandre “Xandinho” Negrão.
Em janeiro de 2017, ela assumiu relacionamento com o piloto russo Daniil Kvyat, que, à época, pilotava pela Scuderia Toro Rosso. Em março de 2019, o casal anunciou que esperava seu primeiro filho. A criança, chamada Penélope, nasceu em Mônaco no dia 27 de julho de 2019. Em dezembro do mesmo ano, o relacionamento chegou ao fim.

Desde outubro de 2020, namora o piloto neerlandês Max Verstappen. O casal assumiu a relação apenas em janeiro de 2021. Em 6 de dezembro de 2024, o casal anunciou esperar seu primeiro filho juntos. Em 2 de maio de 2025, o casal anunciou o nascimento da criança nas redes sociais, confirmando que era uma menina e que o nome dela era Lily.